# 三個阿道夫
《三個阿道夫》是手塚治虫於1983年1月6日至1985年5月30日間，在文藝春秋旗下的《週刊文春》上所連載的漫畫作品。該作獲得1986年度（第10屆）的講談社漫畫獎。
該作的背景為二戰前後。其故事的情節聚焦在三個名叫阿道夫的人身上。第一個是阿道夫·卡密爾，他是一个在日本神戶的猶太人。第二個是阿道夫·考夫曼，是個德日混血兒，曾是阿道夫·卡密爾幼時的好朋友。第三個是阿道夫·希特勒，德國的獨裁者。故事還有另一個主要人物，峠草平，是個日本記者。

## 主要情节
故事發生在1936年，日本記者峠草平被派到德國採訪柏林奧運。他的弟弟也在德國留學，他弟弟約他見面說是有重要的文件要交給他，但是因為一些原因導致峠草平無法準時赴約，後來當他趕到弟弟的住處時，發現弟弟已經被盖世太保殺害了，在追查兇手的過程中，他才知道原本弟弟要交給他的文件是這麼地重要，這一份希特勒有猶太人血統的証明，公諸於世的話可能會使納粹黨垮台。瞭解到這份文件如此重要，而且還是弟弟用生命換來的，峠草平下定決心要找回這份文件，並在適當時機公開。
當時，峠草平的弟弟發覺哥哥來不及赴約時，就先把這份文件寄給在日本的小城老師。
在日本神戶有兩個阿道夫，一個是阿道夫考夫曼，是個德日混血兒，爸爸是駐日大使同時也是納粹特務；另一個是阿道夫·卡密爾，是個猶太人，他們兩個從小就是好友，但是阿道夫·考夫曼的爸爸卻不斷告誡他別接近的猶太人，不過阿道夫考夫曼仍是跟阿道夫·卡密爾有來往，直到有一天阿道夫考夫曼的爸爸因病去世，在臨死前就先託負朋友將阿道夫送到德國的納粹學校AHS，為祖國德國盡一份力。阿道夫·考夫曼被不情願地送到德國後，開始接受軍事教育、被納粹的反猶太思想洗腦，剛開始他有些質疑，猶太人其實沒那麼壞，不過隨著日子增加他已經開始認同納粹思想了，十五歲那年殺了第一個猶太人，這位猶太人就是阿道夫卡密爾的爸爸。阿道夫·卡密爾的爸爸被神戶的猶太人團體推舉出來，要去接在德國受納粹压迫的同胞到日本，不幸地，在途中護照被偷走，於是被納粹兵抓到送進集中營。
另一方面峠草平為了尋找那封文件回到了日本，去拜訪弟弟的小學老師，小城老師，並找到那封文件。小城老師跟一些左派的共產團體有些關係，日本的特別高等警察誤會那文件是蘇聯的間諜情報，因此也想搶這份資料；德國方面也派出了蓋世太保要搶回這份資料，在追逐的過程中，峠草平左臂受到槍傷，因此後來左手不太靈活。最後日本特高與蓋世太保都沒搶到，小城老師與峠草平商量後決定交給一個可信任的猶太學生保管，也就是阿道夫·卡密爾.........

## 人物介紹
峠草平
日本記者，年輕時曾為運動田徑選手，通曉德文，到柏林採訪奧運時卻發現弟弟在與他相約見面後被謀殺了，他決心要找出兇手，然而這個舉動却使自己陷入危險之中。
阿道夫·卡密爾
定居在神戶的猶太人，家裡是開麵包店的。幼時與阿道夫·考夫曼是好友，長大後因為阿道夫·考夫曼成為納粹的黨羽且又強暴她的未婚妻而与其絕裂。
阿道夫·考夫曼
是個德日混血兒，幼時個性軟弱善良，有時被附近小孩欺負時還是阿道夫·卡密爾出來幫他解圍的，後來被爸爸送回德國到阿道夫·希特勒學校（Adolf Hitler Schools）就讀，個性開始改變。之後加入親衛隊保安處迫害猶太人，後在7月20日密謀案爆發後因為拒絕服從命令前去暗殺隆美爾而被外放到集中營處理屠殺猶太人的工作。戰爭末期受蘭普所託前往日本尋找神秘文件。
小城典子
日本小學導師，崇尚和平，對日本的軍國主義感到厭惡，被特高懷疑是共產黨而遭到追捕。
峠勛
峠草平之弟。因為加入共產黨從事地下活動而被殺害，且關於他的一切存在過的證據全部都被抹消。
赤羽警官
日本特別高等警察，為了神祕文件而不斷追捕峠草平，後來在追捕的過程中頭部受傷而精神異常，最後在美軍空襲中被炸死。
沃爾夫岡·考夫曼
阿道夫·考夫曼的父親，納粹黨成員和驻日外交官。追查神秘文件下落不成，最終病逝。
由季江
阿道夫·考夫曼的母親，日本人，喜欢峠草平。
本多上校
日本陸軍軍人，任官於憲兵隊，曾在滿州國服役，與由季江是舊識，並對由季江有好感。在日本投降後切腹自殺。
亞瑟提倫·蘭普
蓋世太保極東區諜報部長，為了追查神秘文件而追殺峠草平，在幫助希特勒自殺後不知去向。
仁川警官
日本刑警，協助峠草平尋找殺害弟弟的兇手，不幸被蘭普所殺。
仁川三重子
仁川警官的女兒，對本多芳男一見鍾情。
本多芳男
本多上校的獨子，從小在滿州國長大，痛恨日本的侵略行為，於是竊取父親的情報提供給佐爾格的情報網路。在佐爾格被捕、事跡洩漏後，被父親本多上校槍殺且偽裝成舉槍自盡。
理查·佐爾格
蘇聯間諜，專門收集日本軍隊在滿州動態的情報，真實人物。
愛莉莎
德國猶太裔少女，家境富裕，納粹執政後遭受迫害，在阿道夫·考夫曼的協助下，隻身逃到日本，之後與阿道夫·卡密爾一家生活。
阿道夫·希特勒
德国元首，种族主义者和政治家，纳粹屠杀犹太人的始作俑者，真实人物。

## 外部連結
- Adolf manga at TezukaOsamu@World（页面存档备份，存于）
- The Comics Get Serious review of the English release of Adolf at RationalMagic.com（页面存档备份，存于）